# Prawo o ruchu drogowym
 Ustawa z dnia 20 czerwca 1997 r. Prawo o ruchu drogowym – przepisy regulujące prawa i obowiązki uczestników ruchu drogowego.

## Akty prawne
W Polsce do aktów prawnych tworzących prawo o ruchu drogowym zalicza się:
- Konwencję wiedeńską o ruchu drogowym, ratyfikowaną 1 czerwca 1984 i opublikowaną 24 lutego 1988 r[1].
- Ustawę z dnia 20 czerwca 1997 r. Prawo o ruchu drogowym wraz ze wszystkimi jej nowelizacjami – zwaną błędnie, aczkolwiek popularnie, kodeksem drogowym[2].
- Ustawa z dnia 5 stycznia 2011 r. o kierujących pojazdami[3].
- Kilkanaście rozporządzeń ministra infrastruktury precyzujących rozmaite aspekty stosowania wcześniej wspomnianych ustaw, m.in.:
  - Rozporządzenie w sprawie warunków technicznych pojazdów oraz zakresu ich niezbędnego wyposażenia[4] – określające np., jakie światła, hamulce powinny posiadać różne typy pojazdów oraz w co powinny być wyposażone;
  - Rozporządzenie w sprawie znaków i sygnałów drogowych[5] – definiujące wzory znaków drogowych i sygnałów;
  - Seria rozporządzeń określających zasady przyznawania i odbierania uprawnień do prowadzenia pojazdów;
  - Rozporządzenia w sprawie kontroli ruchu drogowego i zasad karania za naruszenia prawa o ruchu drogowym.

## Zawartość ustawy Prawo o ruchu drogowym
Ustawa Prawo o ruchu drogowym składa się z 9 działów:
- Dział I: Przepisy ogólne
- Dział II: Ruch drogowy
- Dział III: Pojazdy
- Dział IV: Bezpieczeństwo ruchu drogowego
- Dział V: Kontrola ruchu drogowego
- Dział Va: Działania na rzecz bezpieczeństwa ruchu drogowego
- Dział Vb: Kary pieniężne
- Dział Vc: Przetwarzanie danych osobowych
- Dział VI: Zmiany w przepisach obowiązujących oraz przepisy przejściowe i końcowe.

Działy dzielą się na rozdziały, a niektóre rozdziały dzielą się na oddziały.

## Odmienne od europejskich rozwiązania w polskim prawie o ruchu drogowym

Dopuszczalne prędkości na polskich drogach
Uwaga: autobusy spełniające dodatkowe warunki mogą w Polsce na autostradach i drogach szybkiego ruchu poruszać się do 100 km/h.

Polskie prawo o ruchu drogowym wypracowało rozwiązania odmienne od stosowanych w niektórych krajach Unii Europejskiej. Część z nich odbiega od rozwiązań zawartych w Konwencji wiedeńskiej o ruchu drogowym. Zalicza się do nich:
- brak norm dla sygnalizacji świetlnej, które zakazywałyby jednoznacznie budowy skrzyżowań, w których dochodzi do przecinania się kierunków ruchu w jednej fazie działania sygnalizacji, w szczególności ruchu pieszego i kołowego (zielone strzałki w prawo włączające się w momencie, gdy piesi mają zielone światło, brak realizacji prawa do jazdy w lewo w osobnym cyklu niekrzyżującym się z zielonym światłem dla pieszych itp.);
- niespójne przepisy dotyczące krzyżowania ruchu samochodowego z ruchem pieszych i rowerzystów, niechroniące skutecznie słabszych uczestników ruchu; m.in. brak jednoznacznego pierwszeństwa – przy zmianie kierunku ruchu przez kierującego samochodem – przejazdu po przejazdach rowerowych[6];
- brak bezwarunkowego zakazu umieszczania tablic, ogłoszeń, oznaczeń lub urządzeń, które mogłyby być mylnie wzięte za znaki lub inne urządzenia służące do kierowania ruchem[7].

Według opinii Biura Analiz Sejmowych w sytuacji kolizji norm ustawy – prawo o ruchu drogowym oraz Konwencji wiedeńskiej o ruchu drogowym z 1968 r. pierwszeństwo stosowania przysługuje przepisom Konwencji.